# Коль (дворянский род)
Коль (нем. Kohl) — русский дворянский род.
Карл Коль (1768—?) в русскую службу вступил в 1791 году, командовал гренадерским батальоном лейб-гвардии Преображенского полка. 17 ноября 1798 года произведён в генерал-майоры, а 25 октября 1840 года пожалован ему с потомством диплом на дворянское достоинство.

## Описание герба
Щит четырёхчастный. В первой и четвёртой лазоревых частях золотое орлиное крыло. Во второй и третьей серебряных — червлёное с пламенем сердце, пронзённое двумя лазурными накрест лежащими опрокинутыми стрелами и сопровождаемое в левом верхнем углу червлёной шестилучевой звездой.
Щит увенчан дворянскими шлемом и короной. Нашлемник: три страусовых пера. Намёт на щите лазоревый, подложенный золотом. Герб Коля (Коль) внесён в Часть 11 Общего гербовника дворянских родов Всероссийской империи, стр. 142.